# Andrzej Kremer
Andrzej Stanisław Kremer (8 de agosto de 1961 — 10 de abril de 2010) foi um político polaco, vice-ministro dos Negócios Estrangeiros da Polónia.
Foi uma das vítimas do acidente do Tu-154 da Força Aérea Polonesa.